# كوآن
الكوآن (بالرسم الياباني 公案 المشتق من رسم صيني الأصل بلفظ مقارب) هو قصة أو حوار أو سؤال أو مسألة أو جملة أو لغز أو معضلة غالباً من تراث السلف البوذي في الصين القديمة يُستخدم في ممارسة بوذية زن لإثارة الذهن ولتمرين أو اختبار تقدم الطالب في بوذية زن.
يمكن تعريف الكوآن على أنه تدريب ذهني على موضوع للتأمل يلقيه المعلم البوذي على المتدرب (المريد)، ويطلب منه العودة بالإجابة بعد تأمل، ليدفعه إلى ترك طرق التفكير المعتادة مثل المنطق والمقارنة وتجربة طرق أخرى للاتجاه إلى صلب الموضوع وهو غالباً الهدف النهائي للبوذية أي الاستنارة.

## أمثلة
- ما صوت تصفيق اليد الواحدة؟
- كيف كان وجهك قبل ولادة والديك؟
- سأل راهب معلما بوذياً: «هل للكلب طبيعة البوذا؟» فأجابه: «مو» والتي تعني «أبدًا.»
- سأل تلميذ معلمه: «من هو البوذا؟» وأجاب المعلم: «ثلاثة أرطال من الكتان.»
- سأل أحدهم معلما بوذياً: "لم أفكر في شي، فهل أنا مخطئ أم لا؟ فأجاب المعلم: "جبل ميرو."[5][6]